# Galaktika
 Ovo je glavno značenje pojma Galaktika. Za druga značenja pogledajte Galaktika (razdvojba).
Galaktika ili galaksija je velika nakupina zvijezda, ostataka zvijezda, međuzvjezdane tvari i tamne tvari koju na okupu održava gravitacija. Patuljaste galaktike sadrže nekoliko desetaka milijuna zvijezda, a divovske do 1014 zvijezda koje se nalaze se u orbiti oko zajedničkog centra mase. Smatra se da se u središtima većine galaktika nalaze supermasivne crne rupe. Galaksije također mogu sadržavati mnogostruke zvjezdane sustave, zvjezdane skupove i raznovrsne međuzvjezdane oblake. Promjer galaktike može biti od 5 000 do 500.000 svjetlosnih godina. Sunce je samo jedna od najmanje 100 milijardi zvijezda u galaktici zvanoj Mliječni put.
Riječi galaktika i galaksija su sinonimi, a vuku korijen od grčke riječi za mlijeko gala (γαλα). Pri tome je riječ galaktika izvedenica od grč. imenice u genitivu gálaktos (γάλακτος) i doslovni prijevod glasi od mlijeka, dok je riječ galaksija izvedenica od grč. pridjeva galaksías (γαλαξίας) što na hrvatskom znači mliječni. Grčki naziv za našu galaktiku koje smo dio je Galaksías kíklos (γαλαξίας κύκλος) što doslovno prevedeno znači Mliječni krug, a mi je najčešće zovemo Mliječni put ili Mliječna staza (što dolazi od latinskog naziva Via lactea). Jezikoslovci preferiraju naziv galaktika, dok se među astronomima, fizičarima i drugdje u znanosti češće koristi naziv galaksija.
Povijesno su galaksije dijeljene prema njihovu prividnom izgledu (što se često naziva vizualnom morfologijom). Čest oblik je eliptična galaktika, s vitkim eliptičnim profilom. Spiralne galaktike su gomile u obliku diskova sa zakrivljenim, prahovitim krakovima. Galaktike nepravilnih i neobičnih oblika poznate su pod nazivom neobičnih galaktika i tipično proizlaze iz raskida izazvanih gravitacijskim privlačenjima susjednih galaktika. Takva međudjelovanja bliskih galaktika, koja na kraju mogu prerastati u stapanja galaktika, mogu potaknuti epizode znatno pojačanog stvaranja zvijezda i proizvesti ono što se naziva starburst galaktikom. Male galaktike koje ne posjeduju povezanu strukturu također se nazivaju nepravilnim galaktikama.
U vidljivu svemiru vjerojatno ima više od 100 milijarda (1011) galaktika. Promjeri većine galaktika kreću se između 1 000 i 100 000 parseka i obično ih međusobno razdvajaju milijuni parseka (ili megaparseci). Međugalaktički prostor (prostor između galaksija) ispunjen je razrijeđenim plinom čija je gustoća manja od jednog atoma po kvadratnom metru. Velika većina galaktika organizirana je u hijerarhijskim društvima koja se nazivaju skupovima, koji se opet, dalje, mogu združivati u superskupove. Te veće strukture općenito se raspoređuju u plohe i niti koje se prostiru nepreglednim svemirskim prazninama.
Iako još uvijek nedovoljno shvaćena, tamna tvar, čini se, sudjeluje s 90% u masi većine galaktika. Promatranja ukazuju na to da bi u središtima većine, ako ne i svih galaktika mogle postojati supermasivne crne rupe. Pretpostavlja se da bi one mogle biti osnovnim uzrokom aktivnih galaktičkih jezgara pronađenih u središtima nekih galaktika. Čini se da galaktika Mliječni put u svojoj jezgri udomljuje najmanje jedno takvo nebesko tijelo.

## Vrste galaktika
Prema obliku galaktike se dijele na eliptične (na primjer Kemijska peć), spiralne (na primjer Andromeda, Mliječni put, Trokut i Vrtlog), lećaste i nepravilne (na primjer Magellanovi oblaci). Prema snazi zračenja mogu se podijeliti na obične, patuljaste i aktivne galaktike. Od ukupnog broja otkrivenih galaktika više od 70% čine spiralne, oko 20% eliptične, a samo je 3% nepravilnih galaktika. Veliki broj otkrivenih spiralnih galaktika posljedica je činjenice da su spiralne galaktike najsjajnije. U prostoru svemira polumjera 10 Mpc približno je 34% spiralnih galaktika, 13% eliptičnih, dok je najviše (preko 50%) nepravilnih.

## Razvoj galaktika
Galaktike su nastale čim se tvar nakon velikoga praska dovoljno ohladila. Najstarija promatrana galaktika GN-z11, udaljena 32 milijarde svjetlosnih godina, nastala je samo 400 milijuna godina nakon velikoga praska. Razlike u građi galaktika posljedica su razvojnoga puta. U eliptičnima sve su zvijezde nastale u prvim milijardama godina svemira, a u spiralnima zvijezde nastaju postupno tako da je i danas u njima velik broj mladih zvijezda.
Galaktike mijenjaju oblik i prilikom sudara (stapanja). Spiralna je struktura vrlo krhka, jer se zvijezdama koje su se prije sudara gibale u galaktičkoj ravnini diska poremete putanje i one se počnu gibati različitim brzinama u različitim ravninama. Većina je galaktika neposredno nakon sudara nepravilna oblika i bogata novonastalim zvijezdama (plavičasta), a nakon duljeg vremena, budući da se međuzvjezdani plin potroši tijekom sudara, siromašna mladim zvijezdama (crvenkasta) i eliptična.

## Mjerenje udaljenosti galaktika
Za mjerenje udaljenosti bližih galaktika do 15 milijuna svjetlosnih godina (dok se vide pojedinačne zvijezde) koriste se metode takozvanih standardnih svijeća. Najpouzdanije su standardne svijeće cefeide i RR-liride kojima je stalan odnos srednjega sjaja i perioda promjene sjaja. Njihova je prednost i što su mnogobrojne i lako prepoznatljive tako da se preko njih može dobiti udaljenost mnogih galaktika. Standardne svijeće mogu biti zvijezde glavnoga niza Hertzsprung-Russellovog dijagrama, najsjajnije planetarne maglice, nove u maksimumu sjaja i superdivovi. Što su galaktike udaljenije može se vidjeti sve manje standardnih svijeća. U daljim galaktikama uspoređuju se supernove vrste Ia, promjeri najvećih emisijskih maglica (HII područja) i sjaj kuglastih skupova. Za udaljenosti veće od 100 milijuna svjetlosnih godina koristi se Hubbleov zakon, kojega upotrebu na manjim udaljenostima ometa pekulijarno gibanje galaktika. Na najvećim udaljenostima koriste se ukupna svojstva galaktika, kao što je sjaj najsjajnije galaktike u skupu.
U najbližem dijelu svemira malo je aktivnih galaktika. Također, Seyfertove su galaktike u prosjeku bliže od kvazara, kojih ima najviše na udaljenosti od približno 7 milijardi svjetlosnih godina. Kako udaljenost odgovara vremenu u kojem se tijela opažaju, to ujedno znači da je kvazara bilo jako mnogo prije 7 milijardi godina, kao i to da su današnje galaktike njihovi ostatci.

## Skupovi galaktika
Najmanji galaktički skup čini skupina od 10 do 50 članova, promjera 5 milijuna svjetlosnih godina. Takav je mjesni skup galaktika. Nepravilni galaktički skupovi sadrže pretežno eliptične i spiralne galaktike s 1000 članova na prostoru od 10 do 50 milijuna svjetlosnih godina. Sferni galaktički skupovi sadrže eliptične i lećaste galaktike. U njih se gustoća članstva povećava prema središtu, u kojem se obično nalaze divovske eliptične galaktike. Galaktički se skupovi udružuju u galaktičke superskupove koji grade veliku prostornu mrežu (filament).

## Poveznice
- Klasificiranje galaksija